# Saunders Mountain
Saunders Mountain är ett berg i Antarktis. Det ligger i Västantarktis. Inget land gör anspråk på området. Toppen på Saunders Mountain är 975 meter över havet.
Terrängen runt Saunders Mountain är huvudsakligen kuperad, men österut är den platt. Saunders Mountain är den högsta punkten i trakten. Trakten är obefolkad. Det finns inga samhällen i närheten. 